# Буаселье, Феликс
Феликс Буаселье, известный также, как Буаселье Старший (фр. Félix Boisselier; 13 апреля 1776, Дамфал, департамента Верхняя Марна — 12 января 1811, Рим) — французский исторический живописец.

## Биография

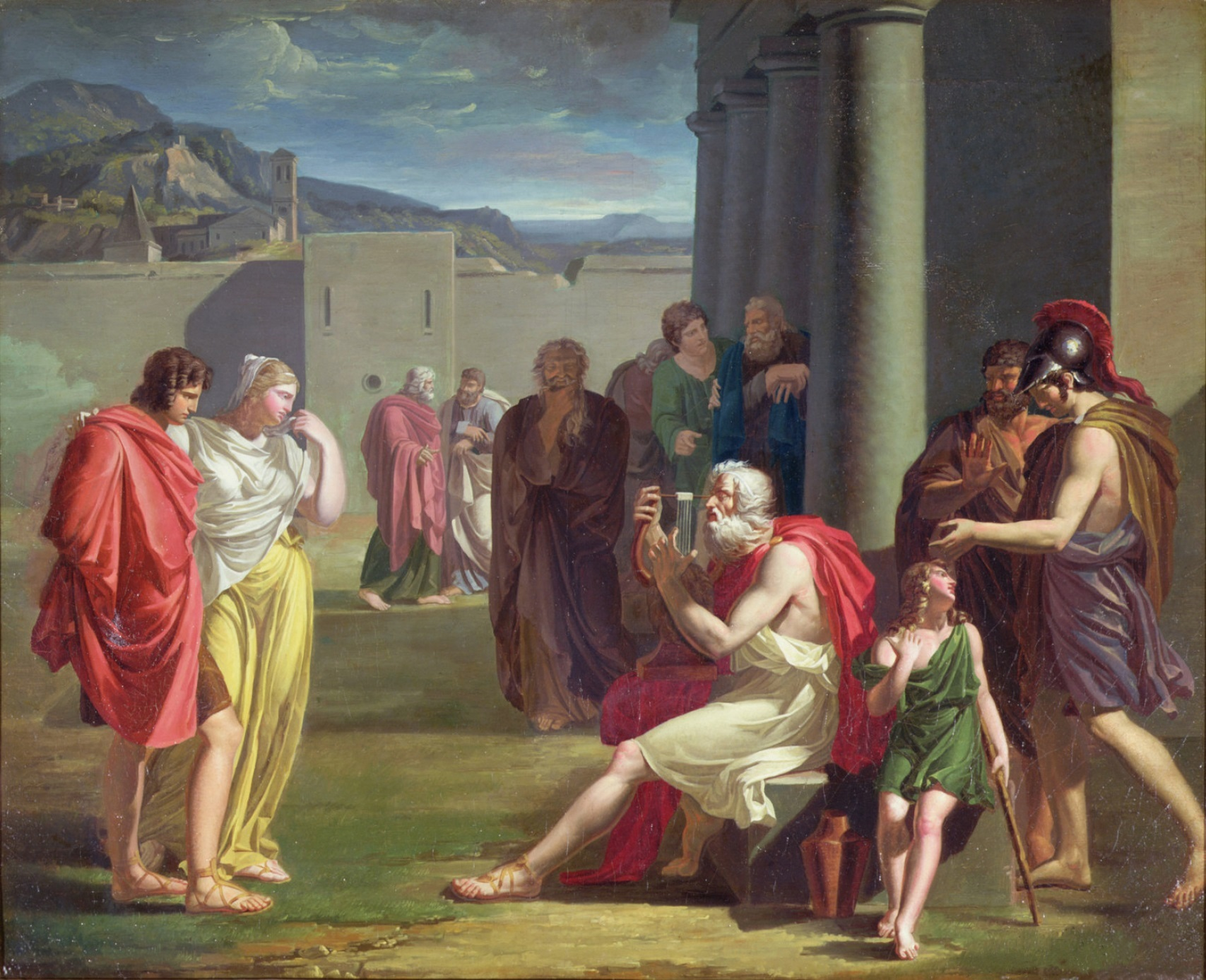
Поющий Гомер. Начало XIX века

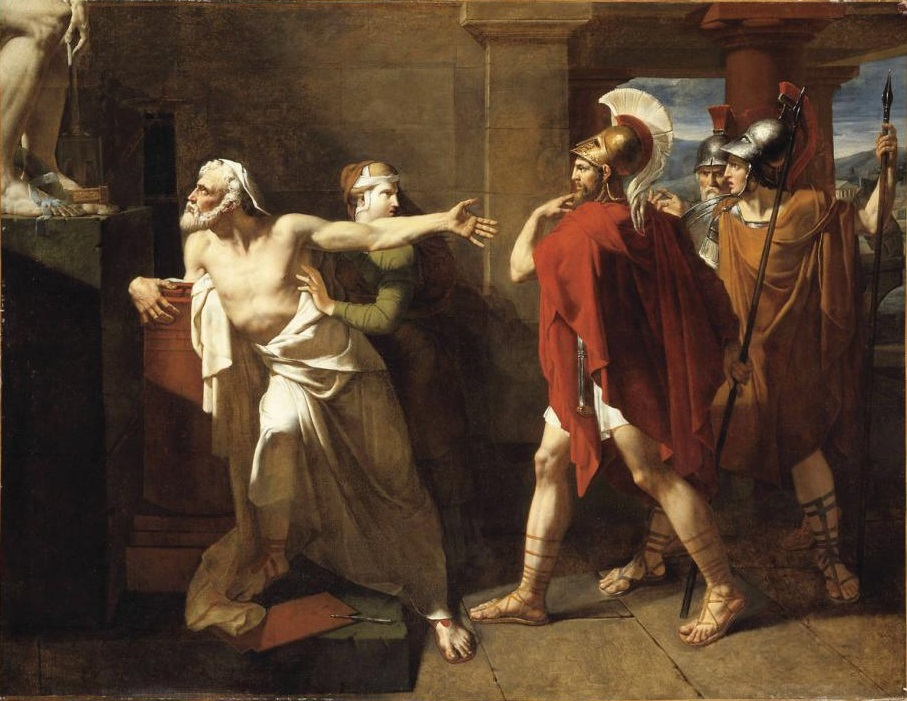
«Смерть Демосфена». 1805. Лувр

Родился 13 апреля 1776 года. Старший брат художника Антуана-Феликса Буаселье (1790—1857).
В молодости работал чертежником на мануфактуре по декоративному оформлению. Во время французской революции был брошен в темницу, после освобождения поступил на учёбу в художественную студию. Ученик Жана-Батиста Реньо.
В 1805 году выиграл Римскую премию, представив историческое полотно «Смерть Демосфена», которое сейчас находится в коллекции Лувра. Ещё одна картина художника, «Смерть Адониса», выставленная посмертно на парижском Салоне в 1812 году, также представлена в Лувре.
Автор картин исторической и мифологической тематики. Жил в Италии, где и умер в 1811 году.
Картины Буаселье Старшего находятся ныне в Музеях искусства Ренна, Санлиса, коллекции Национальной высшей школы изящных искусств в Париже и других, в том числе частных, собраниях.